# Utricularia nana
Utricularia nana är en tätörtsväxtart som beskrevs av A. St. Hil. och Girard. Utricularia nana ingår i släktet bläddror, och familjen tätörtsväxter. Inga underarter finns listade i Catalogue of Life.

## Bildgalleri

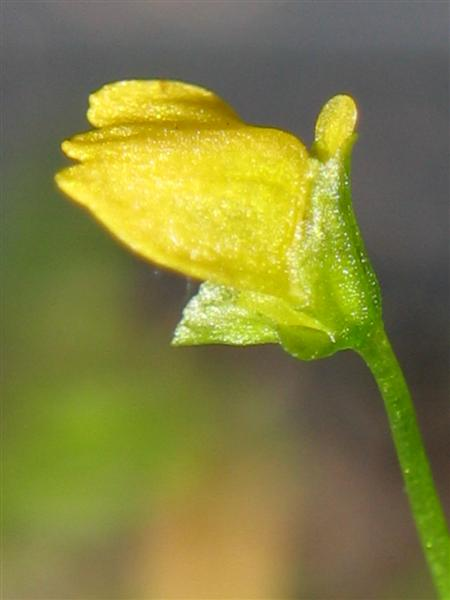